# Stefan Grüner
Stefan Grüner (* 1964) ist ein deutscher Historiker.

## Werdegang
Grüner absolvierte ein Studium der Geschichte, Germanistik und Französischen Literatur an der Universität Regensburg und der École des hautes études en sciences sociales (EHESS) in Paris. 1989/90 erhielt er ein Jahresstipendium des Deutschen Akademischen Austauschdienstes (DAAD). 1994–1998 war er Wissenschaftliche Hilfskraft bzw. Wissenschaftlicher Mitarbeiter am Institut für Zeitgeschichte in München. 1997 wurde er mit der Studie Paul Reynaud (1878–1966). Biographische Studien zum Liberalismus in Frankreich promoviert. Von 1998 bis 2007 war er Wissenschaftlicher Assistent am Lehrstuhl für Neuere und Neueste Geschichte der Universität Augsburg und von 2003 bis 2005 Feodor-Lynen-Stipendiat der Alexander von Humboldt-Stiftung sowie Research Fellow am Department of History der University of Toronto. 2007 folgte seine Habilitation mit der Studie Geplantes „Wirtschaftswunder“? Industrie- und Strukturpolitik in Bayern 1945 bis 1973. Von 2007 bis 2013 war er Akademischer Oberrat auf Zeit am Lehrstuhl für Neuere und Neueste Geschichte der Universität Augsburg. Er nahm anschließend Lehrstuhlvertretungen in Augsburg, Eichstätt, München und Erlangen-Nürnberg wahr und war Mitarbeiter des Instituts für Zeitgeschichte in München.

## Schriften (Auswahl)
- Paul Reynaud (1878–1966). Biographische Studien zum Liberalismus in Frankreich (= Quellen und Darstellungen zur Zeitgeschichte, Band 48), München 2001.
- mit Andreas Wirsching: Frankreich. Daten, Fakten, Dokumente (= UTB-Taschenbuch, Band 2401), Tübingen/Basel 2003.
- Geplantes „Wirtschaftswunder“? Industrie- und Strukturpolitik in Bayern 1945 bis 1973 (= Bayern im Bund, Band 7), München 2009.
- mit Alexander Denzler und Markus Raasch (Hrsg.): Kinder und Krieg. Von der Antike bis in die Gegenwart (= Historische Zeitschrift. Beihefte N.F., Band 68), Berlin/Boston 2016.
- mit Sabine Mecking (Hrsg.): Wirtschaftsräume und Lebenschancen. Wahrnehmung und Steuerung von sozialökonomischem Wandel in Deutschland 1945–2000 (= Schriftenreihe der Vierteljahrshefte für Zeitgeschichte, Band 114), München 2017.
- mit Markus Raasch (Hrsg.): Zucht und Ordnung. Gewalt gegen Kinder in historischer Perspektive (= Historische Forschungen, Band 120), Berlin 2019.